# Nellis Air Force Base

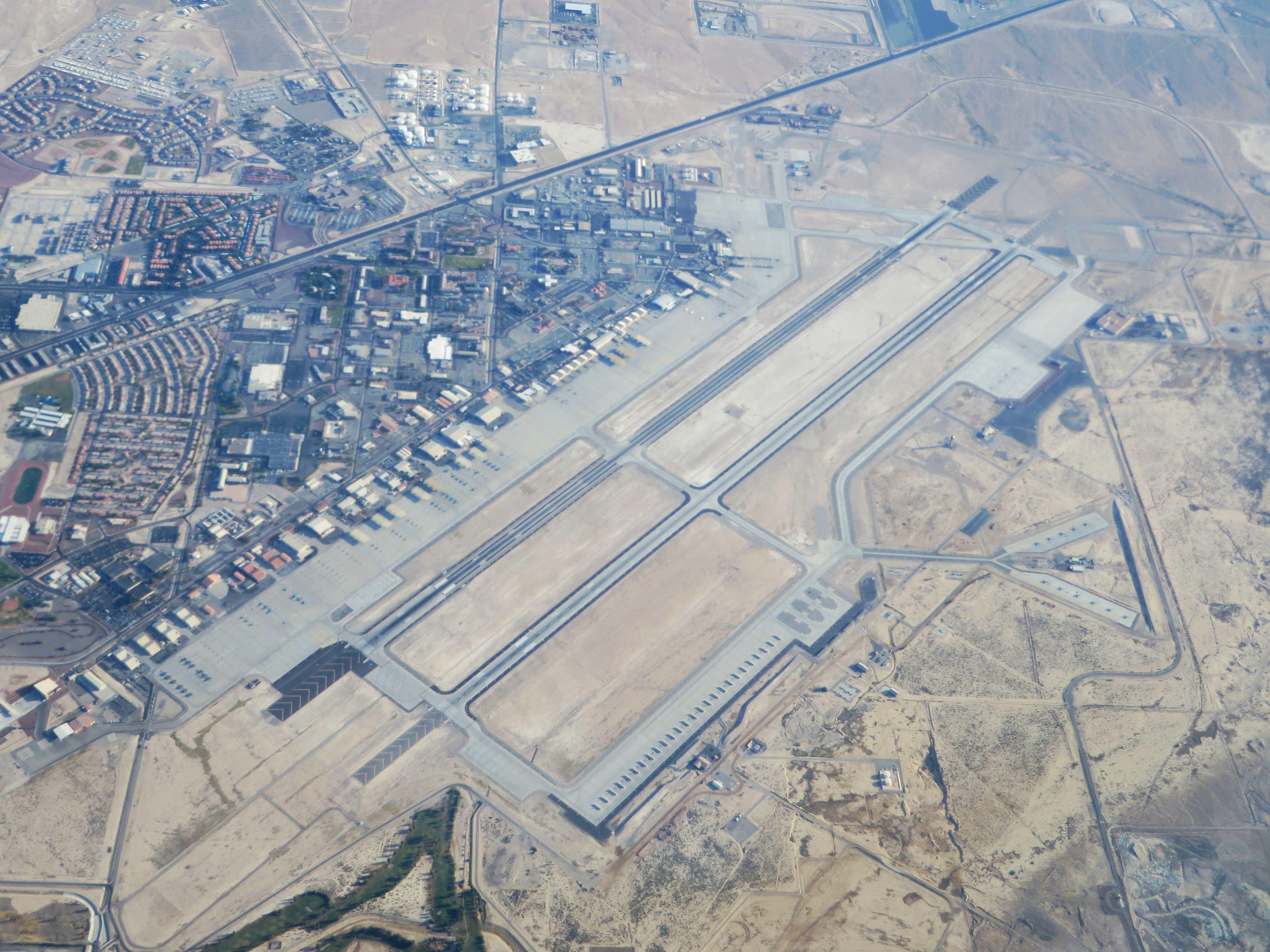
Flygfoto från 2014.

Nellis Air Force Base är en militär flygplats (IATA: LSV, ICAO: KLSV, FAA LID: LSV) tillhörande USA:s flygvapen belägen i Las Vegas, Clark County, Nevada.
Flygbasen har funnits på platsen sedan 1941 och hette då Las Vegas Army Airfield.

## Verksamhet
På Nellis finns United States Air Force Warfare Center (USAFWC) som är värd för de återkommande flygövningarna Exercise Red Flag där även flygvapenförband från allierade och vänligt sinnade stater till USA deltar. United States Air Force Weapons School och Flyguppvisningsgruppen United States Air Force Thunderbirds är även stationerade på Nellis.
På Nellis Air Force Base förvaras flera flygburna kärnvapen av typ B61.